# Greeniella fimbriata
Greeniella fimbriata är en insektsart som först beskrevs av Ferris 1955.  Greeniella fimbriata ingår i släktet Greeniella och familjen pansarsköldlöss. Inga underarter finns listade i Catalogue of Life.